# Terror
Terror — американская хардкор-группа, играющая музыку в стилях хардкор-панк и металкор.
Группа появилась в Лос-Анджелесе в апреле 2002 года. Музыканты исполняли традиционный хардкор с тяжёлыми металлическими рифами. Идейным и духовным вдохновителем группы можно считать вокалиста Скотта Вогеля, бывшего участника нескольких андеграундных групп в Буффало. В июле 2003 года на лейбле Bridge 9 группа выпустила первый ЕР из 9 песен под названием Lowest Of The Low, который вызвал интерес как в Америке, так и в Европе. Группа участвовала в турах с такими коллективами, как Hatebreed, Madball, Biohazard, Killswitch Engage и In Flames.
Первый полноценный альбом One With The Underdogs вышел в 2004 году на лейбле Trustkill. В качестве приглашённых музыкантов в его записи приняли участие Фредди из Madball, Джеймс Джаста из Hatebreed и Лорд Эзак из Skarhead. Новый альбом разошелся тиражом более 40000 копий. В следующем году был переиздан Lowest Of The Low с дополнительными треками.

## Дискография
- 2003 — Lowest Of The Low (EP)
- 2004 — One with the Underdogs
- 2006 — Always the Hard Way
- 2008 — The Damned, The Shamed
- 2010 — Keepers Of the Faith
- 2012 — No Regrets No Shame: the Bridge Nine Days (концертный альбом, записанный в 2003 году)
- 2013 — Live By The Code
- 2015 — The 25th Hour
- 2017 — The Walls Will Fall
- 2018 — Total Retaliation